# Lubuk Resam (Seluma Utara)
Lubuk Resam is een bestuurslaag in het regentschap Seluma van de provincie Bengkulu, Indonesië. Lubuk Resam telt 965 inwoners (volkstelling 2010).